# Mongaguá
Mongaguá ist eine Gemeinde an der Küste des brasilianischen Bundesstaates São Paulo. Mongaguá ist Teil der Metropolregion Baixada Santista um die etwa 35 km nordöstlich gelegene Hafenstadt Santos. Die Distanz zur Staatshauptstadt São Paulo beträgt rund 65 km. In der Gemeinde lebten im Jahr 2018 schätzungsweise 55.731 Einwohner auf einer Fläche von 143 km², was einer Bevölkerungsdichte von etwa 389 Personen pro Quadratkilometer entspricht.
Mongaguá hat den offiziellen Status eines Badekurortes, einer Estância balneária. Die Wirtschaft ist vom Tourismus bestimmt. Zahlreiche Strände locken Besucher vor allem aus der Hauptstadt São Paulo mit ihren mehr als 10 Millionen Menschen an. Die Gemeinde wird seit den 1970er Jahren für den Tourismus erschlossen und hat sich seit jener Zeit von einer vornehmlich ländlichen Struktur zu einer urbanen Ansiedlung entwickelt. Mit dem Tourismus wuchsen auch Bautätigkeit sowie Handel und Dienstleistungen.
Mongaguá ist verkehrstechnisch hervorragend mit São Paulo verbunden und auch die über 4550 km an der Küste Ostbrasiliens von Natal im Norden bis nach Porto Alegre im Süden entlangführende Nationalstraße BR-101 führt durch den Ort. Im Mongaguá selbst sind die Straßen symmetrisch in einem NW-SW-Schema angelegt. Der Ort liegt am Fuß steiler, dicht vom Atlantischen Regenwald, der Mata Atlântica, bewachsener Berge. Das Gemeindegebiet besteht zu etwa 60 % aus Flachland und zu 40 % aus Bergen und Hügelland.

## Geografie
| Gemeinden der Metropolregion Baixada Santista | Gemeinden der Metropolregion Baixada Santista | Gemeinden der Metropolregion Baixada Santista |
| --------------------------------------------- | --------------------------------------------- | --------------------------------------------- |
| - Bertioga - Cubatão - Guarujá                | - Itanhaém - Mongaguá - Peruíbe               | - Praia Grande - Santos - São Vicente         |

## Geschichte
Das Gebiet von Monguagá zwischen den Flüssen Rio Monguagá und Rio Aguapeú war ursprünglich von den Guaraní-Indianern bewohnt. Ab 1532 begannen portugiesische Siedler und Missionare das für Wasserqualität und Fischreichtum bekannte Land zu bereisen. 1948 wurde Mongaguá erst ein eigenständiger Distrikt innerhalb der Gemeinde von Itanhaém, ehe es 1959 selbst zu einer eigenständigen Gemeinde wurde.

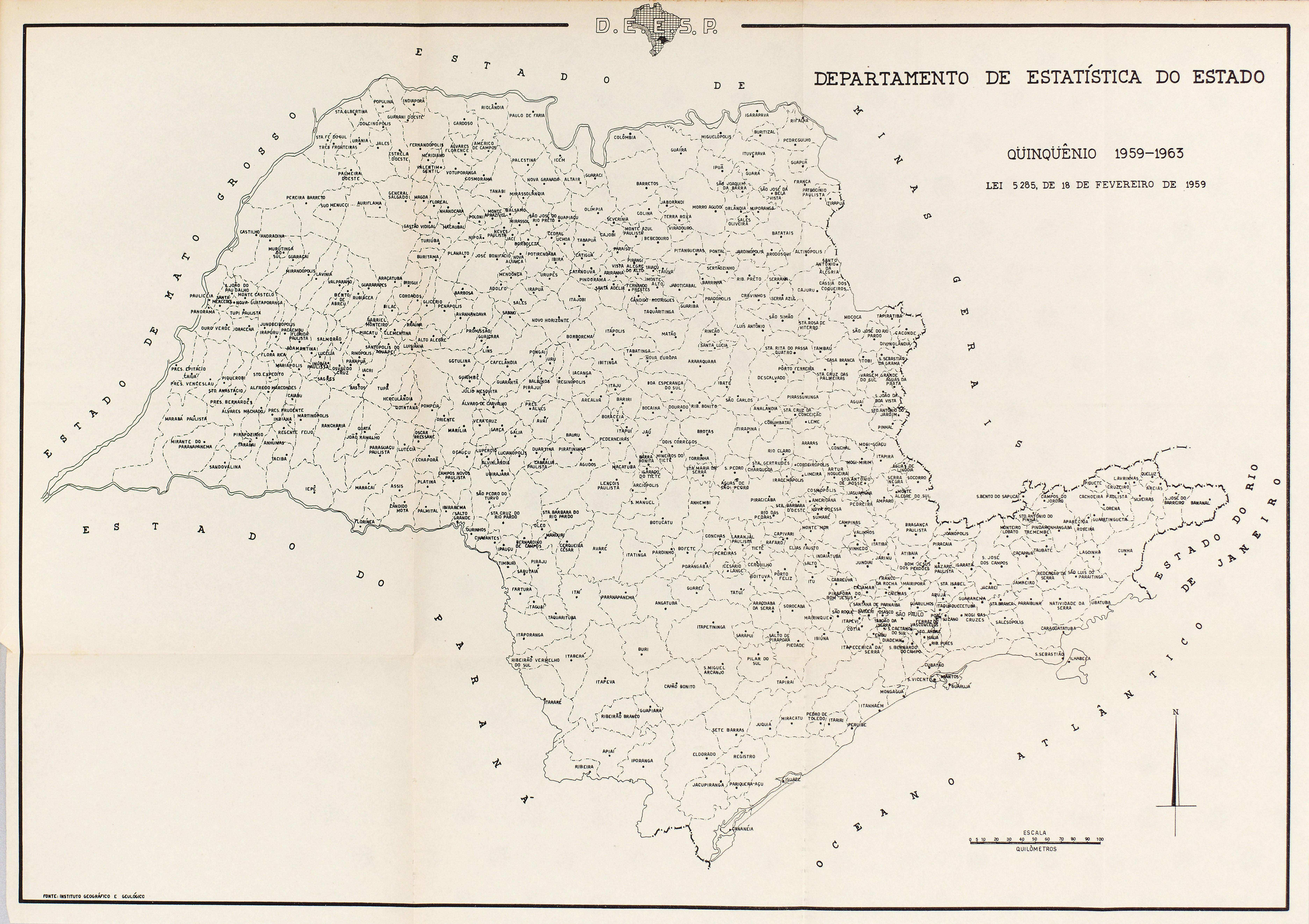
Karte des Bundesstaates São Paulo (1959).